# Гексартутьиндий
Гексартутьиндий — неорганическое соединение
индия и ртути
с формулой InHg6,
кристаллы.

## Получение
- Сплавление стехиометрических количеств чистых веществ:

{\displaystyle {\mathsf {6Hg+In\ {\xrightarrow {-14^{o}C}}\ InHg_{6}}}}

## Физические свойства
Гексартутьиндий образует кристаллы
тетрагональной сингонии,

параметры ячейки a = 0,4675 нм, c = 0,521 нм
.
Соединение конгруэнтно плавится при температуре -14,2 °C 
(-15 °C )
и имеет широкую область гомогенности 2,5÷19,1 ат.% индия.